# リチャード・ガーネット (著作家)

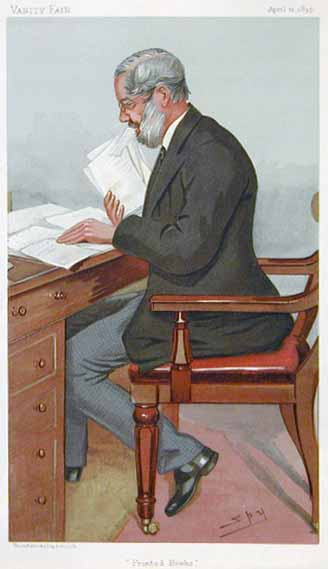
"Printed Books"
1895年4月の『バニティフェア』でのスパイ（レスリー・ウォード）が描いたガーネット

リチャード・ガーネット（Richard Garnett CB, 1835年2月27日 - 1906年4月13日）は、イギリスの学者、司書、伝記作家、詩人。大英博物館の図書館部門（現在の大英図書館）の副管理長であり、フィロロギスト（歴史言語学者）であったリチャード・ガーネットの息子である。

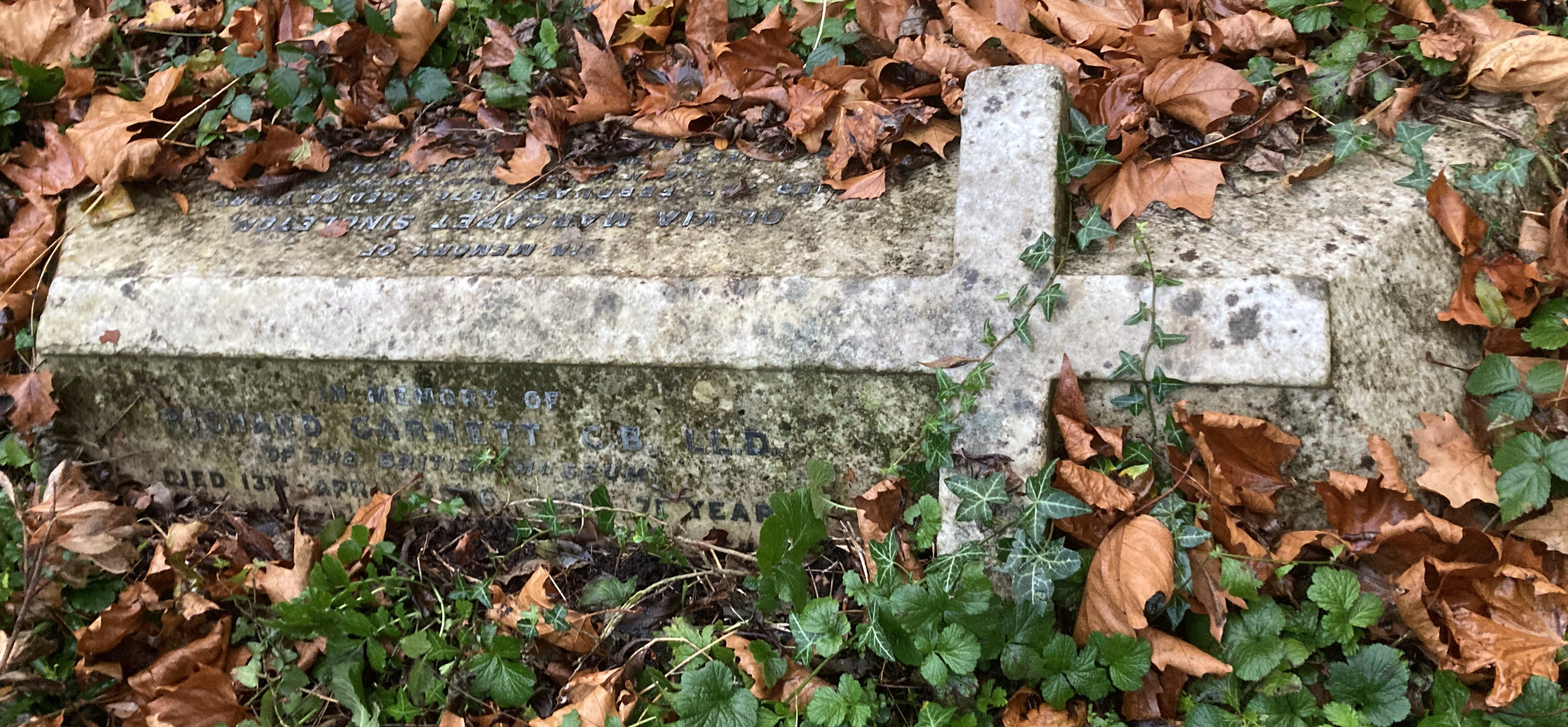
ハイゲート墓地のリチャード・ガーネットの墓

リチャードは、スタッフォードシャーのリッチフィールドで生まれた。ブルームズベリーの学校で教育を受けた後、1851年に大英博物館に司書補佐として雇わることになった。これは、当時大英博物館の館長だったアントニオ・パニッツィが当時16歳だったリチャードを、父の死後大英博物館で働くよう計らったことによる。これは、働き手を失ったガーネット家を経済的に援助する意味をもっていた。パニッツィにとって、父ガーネットは語学堪能で優秀な右腕であり、親友でもあった。
リチャードはラベル貼りなどの簡単な仕事を経験した後、書籍の出納係となり、これを20年間続けた。この経験を通じて大英博物館図書館の蔵書に熟知した後、1875年に彼は円形読書室の中央に設置されたレファレンス・カウンターの担当になり、その博識と人間味あふれる対応から「理想の司書」と呼ばれた。当時、大英博物館図書館を訪れた著名人が、リチャードの世話になったことを書き残している。例えば、大英博物館図書館の常連だったカール・マルクスは、リチャードに自分の家族の写真を贈っている。
1881年に、はじめて大英博物館図書館の全ての刊本について掲載した総合目録の編集者になり、1890年にジョージ・ブレンの後を継いで、父と同じ図書館部門の責任者となり、1899年に引退するまでこの地位にあった。
ガーネットはまた詩歌を理解し、多くの書籍を書いた文筆家でもあった。父と同じく語学に堪能だった彼の文学作品には、ギリシャ語、ドイツ語、イタリア語、スペイン語、ポルトガル語からの多数の翻訳がある。自身でも詩作をおこない、いくつかの詩集を出した他、短編小説『神々の黄昏』（1888年、16話、1903年版に12話追加）を著した。さらにその博識を生かして、『英国人名事典』や『ブリタニカ百科事典』（第9版と第10版）に、トーマス・カーライル、ジョン・ミルトン、ウィリアム・ブレイクなどの伝記記事や、「ドライデンの時代」（1895年）、「イタリア文学の歴史」、「英文学：図解された記録」（エドマンド・ゴスと共著）などの項目を書いた。
ガーネットはまた、シェリーの未発表の詩（「シェリーの遺物」、1862年）をいくつか発見し、編集・出版した。1898年にビクターとカジールによって新しく発見された詩集オリジナル詩の再出版を編集した。ガーネットの詩「珊瑚礁のあるところ」 (Where Cora ls Lie) は、歌曲集『海の絵』の一曲としてエドワード・エルガーによって曲をつけられ、1899年に初演された。ガーネットはまた占星術の研究を趣味としており、「AGトレント」というペンネームを使い、1880年に『University Magazine』に「魂と星」という主題に関する論文を発表したが、その後健康状態が悪化したため、彼はこの主題についてこれ以上書くことができなかった。彼はまた、1910年に出版されたチャールズ・ジェームズ・フォックス首相の伝記を書いている。
1901年、ガーネットはアメリカ哲学協会の会員に選出された。
リチャード・ガーネットは1906年4月13日に亡くなり、ハイゲイト墓地の東側に埋葬された。
ジョセフ・マケイブによれば、ガーネットは「宗教に対する本物の、そして幾分神秘的な信念を大切にした。それは、占星術に対する修正された信念と、司祭職と教義に対する敵意を組み合わせたものであった」。
作家、評論家、編集者のエドワード・ガーネットは息子であり、翻訳者のコンスタンス・ガーネットは義理の娘、ブルームズベリー・グループの作家であるデイヴィッド（バニー）・ガーネットは孫である。